# Mycetophila brevitarsata
Mycetophila brevitarsata är en tvåvingeart som först beskrevs av Lastovka 1963.  Mycetophila brevitarsata ingår i släktet Mycetophila och familjen svampmyggor. Arten är reproducerande i Sverige. Inga underarter finns listade i Catalogue of Life.